# 天阴增五
天阴增五（HIP 14649）是中国古代天阴星官（昴宿）的一颗增星，按照西方星座的划分，位处于白羊座。距离地球约506.5光年，表面温度3500-5000K，绝对星等为0.454。